# Karguínskaia
Karguínskaia (en rus: Каргинская) és un poble (una stanitsa) de l'óblast de Rostov, a Rússia, que en el cens del 2010 tenia 1.543 habitants, és la seu administrativa del districte homònim.
Al municipi de Karguínskaia pertanyen les localitats següents:
- Vislogúzov
- Gruixinski
- Klimovka
- Làtixev
- Pópov
- Rogozhkin